# 林士標
林士標（1575年—？），字仲植，號中区，福建福州府侯官縣軍籍福清縣人，明朝政治人物。

## 生平
由侯官县学登万历二十五年（1607年）丁酉科洪承选乡榜举人，三十五年（1607年）丁未科進士，历官大理寺评事、大理寺正。万历四十五年任永州府知府，天启元年（1621）闰二月，為雲南按察司副使提督學政。三年六月，升為廣西布政使司右參政、桂林兵備道。

## 家族
曾祖林晏。祖父林华。父林大琛，赠中宪大夫、永州知府。母方氏。具庆下。兄士俊。弟士俏、士伟、士栋。